# San Esteban (1604)
El San Esteban fue un galeón perteneciente a la armada española que se hundió durante una tormenta en 1607, frente a las costas de Francia.
El San Esteban era un galeón de 549 toneladas de la armada española.
Con un calado de 9 m, tenía 16,3 m de manga y 52,5 m de eslora.
Perteneció al escuadrón español de Vizcaya, responsable de las defensas costeras del norte de España. Sirvió durante 34 meses desde marzo de 1604 hasta enero de 1607.
En compañía de otros ocho barcos que viajaban desde Lisboa a Pasajes, en el País Vasco, el San Esteban quedó atrapado en una tormenta y fue a la deriva cerca de la barra de Bidart, Francia. Se hundió el 4 de enero de 1607.